# Olga von Adelung
Olga von Adelung, aussi appelée Olga Adelung par certaines sources, née le 18 septembre 1864 à Stuttgart et morte dans cette même ville en 1952, est une autrice, cithariste et compositrice allemande pour cet instrument.

## Biographie
Olga Adelung compose notamment pour la cithare.